# Castillo de Benaguacil
El Castillo de Benaguacil se alzaba en la parte más antigua del núcleo urbano de la población, en la plaza del Castillo, y concretamente alrededor de la actual sede de la Unión Musical, para cuya construcción se derribaron los últimos restos de la fortaleza en 1978. Erigido con casi total seguridad en la segunda mitad del siglo XII, debió ser un importante bastión a tenor de la superficie que ocupaba  y de las descripciones y alusiones que de él nos han llegado. En la actualidad, aparte de restos a nivel arqueológico, el elemento mejor conservado del castillo que puede observarse es la llamada "Antigua Cárcel", dependencia que ha quedado englobada dentro del edificio de la Unión Musical, y que con anterioridad fue utilizada como prisión.
Se declara 2 de julio de 2004 por la Dirección General de Bellas Artes y Bienes Culturales por la que se inscribe el Castillo de Benaguacil en el Registro General de Bienes de Interés Cultural con la categoría de Monumento, y la Resolución de 29 de agosto de 2005, de la Dirección General de Patrimonio Cultural Valenciano por la que se acuerda incoar expediente para la delimitación del entorno de protección del castillo. Tiene como código: 46.11.051-006 y anotación Mº: R-I-51-0011199, con fecha 2/7/2004.

## Historia
El castillo y las defensas urbanas debieron construirse entre 1147 y 1172, aunque entre 1184 y 1199 se reconstruyó, reforzó, mejoró y adornó las murallas urbanas y el castillo.
En el año 1237, a raíz de la conquista por el Jaime I aparece Benaguacil en el libro del Repartimiento como villa (población amurallada y con mezquita) que tenía además un castillo. Durante el verano de 1348, las villas de Paterna y Benaguacil se levantaron en armas contra la Unión. Los unionistas atacaron Paterna y la tomaron por asalto. Benaguacil fue cercado y talados los campos de su término municipal. Pedro de Jérica, gobernador de Valencia, que encabezaba el grupo de nobles favorables a los intereses del rey Pedro II, acudió con sus huestes en socorro de Benaguacil y obligó a los rebeldes unionistas a levantar el cerco. En 1403, durante las luchas entre las casas nobles valencianas de los Centelles y los Vilaragut, aquellos se ven obligados a salir de Valencia y se refugian “como siempre” en Benaguacil. La confianza en la fortaleza de su castillo y de sus potentes murallas, se advierte en el número de veces que la citada familia se acogió a su protección hasta 1412 en que finalizaron las luchas, con la victoria de los Centelles. Las instrucciones dadas por Pedro II, que en 1364 mandó que: “Los castells murs o fortalezes de Benaguazir.... sien derrocades de present que ia no puxen esser tornades....”.
Durante la revuelta de las Germanías, en septiembre de 1520, el líder agermanado radical Guillem Sorolla fue nombrado procurador de las baronías de Paterna, La Pobla y Benaguacil, instalándose en el castillo durante los meses en que ejerció su cargo.
También el emperador Carlos I en 1527 mandó demoler el castillo a raíz de la sublevación de los moros de Benaguacil para que destruyeran las murallas y el castillo, no fueron llevadas a cabo, ya que en las cartas pueblas de 1611 y 1613, los nuevos pobladores tenían la obligación de “conservar para siempre y a sus expensas, las murallas, portales, puertas y cárcel (castillo) de la villa”. El recinto amurallado aparece de nuevo citado en un pliego de contestación a las condiciones de repoblación ofrecidas por el Duque de Segorbe, en una modificación a la carta puebla de 1611 en su punto XXXII, los pobladores suplican al Duque que “ordene rebajar las murallas para que entre el aire”. A partir del siglo XVIII se produce un gran crecimiento demográfico que continúa durante todo el siglo XIX, continuando hasta la los años 40 del siglo XX, cuando se registró un espectacular crecimiento. Esto implicó la ruptura de la trama medieval existente, con la desaparición de restos del recinto amurallado.

## Descripción
El castillo tiene una superficie de casi 9 000 m². El recinto amurallado consistía en un perímetro de 1 162 metros de longitud, que encierra un área de 65 081 m². Su planta era irregular, con sólidos muros de tres metros de anchura y cuatro torres defendiendo sus esquinas, de la que sólo quedan vestigios de la situada en el ángulo noreste. Parece ser que tenía una sola puerta de acceso, orientada al mediodía.
El castillo que ocupaba el centro de la población fue demolido entre los años 1976 y 1977. Debido a la servidumbre de uso sobre la cubierta de la torre nordeste que poseía la colindante parcela sita en la plaza del Castillo 7, fue respetada la misma. La torre es de planta cuadrangular, y presenta en su interior una dependencia única. A unos 185 cm del nivel del suelo se observan los alojamientos de las cuatro vigas de madera de un forjado intermedio que dividía en dos el volumen interior de la torre. Este forjado ha desaparecido. La terraza superior descansa sobre una bóveda de cañón. En la mitad de su eje tiene un arco fajón de herradura de unos 70 cm de anchura y 23 cm de resalte, cuyos arranques se sitúan en los paramentos oeste y este a unos 435 cm del nivel del suelo actual. La clave del arco está a 645 cm del mismo nivel. Los muros tienen un grosor de 260 cm. Se conservan dos toscas perforaciones en el muro de 73 cm de anchura y 140 cm de altura las cuales se cerraban con robustos portones de madera reforzada por gruesas pletinas de hierro forjado y clavos. El portón de la puerta inferior está expuesto en el museo etnológico municipal. Desde la terraza de la torre se aprecia el arranque en ángulo recto del paño de muralla que recorría el tramo comprendido entre la torre conservada y una desaparecida torre octogonal situada al sur este del castillo. En la actualidad la torre no se puede ver desde el exterior ya que está absorbida por los edificios de la calle del Músico Plasencia, de la plaza del Castillo y por el edificio de nueva planta del Centro de Instrucción Cultural y Musical de la Unión Musical de Benaguacil, que ha ocupado el solar del antiguo castillo. Su uso actual es el de almacén de la sociedad musical. Se conservan unos esgrafiados que reproducen cruces de formas variadas y puntas de armas arrojadizas. Estos dibujos parecen haber sido realizados por presión sobre la superficie todavía blanda del mortero sin fraguar. Las paredes donde se encuentran estos dibujos corresponden a las paredes de la dependencia situada sobre el calabozo, pero sin comunicación con él. En ella pudo estar el depósito de armas mencionado en documentos del siglo XV. Se conserva una de las torres del castillo, junto con un pequeño tramo de muralla, el resto fue demolido.